# 2012年环北京自行车赛
2012年环北京自行车赛是环北京多日赛的第二届比赛。它分为五个赛段，于10月9日从天安门广场开始，10月13日到北京的平谷区结束。这是UCI世界巡回赛2012赛季的第28站也是最后一站比赛。 
德国车手托尼·马丁蝉联了该项赛事的冠军，此次他为效力。在第二赛段，马丁从距离赛段终点25 km（15.5 mi）处发起个人进攻，并最终夺得了赛段冠军，并且领先第二名达46秒。他将总成绩领先优势一直保持到比赛结束，最终他领先阿斯塔納车手弗朗切斯科·加瓦齐40秒获得冠军，加瓦齐是第三天皇后赛段（queen stage）的冠军。天空的爱德华·博阿森·哈根也站上了最终的领奖台，仅落后加瓦齐6秒，落后马丁46秒，他还赢得了冲刺王，同时也是在比赛的各个赛段中发挥最稳定的完赛者。
在比赛的其它奖项中，排名第四的丹·马丁（佳明-夏普）赢得了爬坡王，排名第七的拉法乌·马伊卡为盛宝银行-京科夫银行赢得了新人王，而意大利天然气-加能戴尔获得了车队冠军。

## 赛程
比赛仍然分为五个赛段，但取消了个人计时赛赛段。在2011年的比赛中，第一个赛段就是个人计时赛，托尼·马丁在计时赛中取得了领先优势，并将其一直保持到整个比赛结束。由于当年早些时候该地区发生过暴雨，因此第二赛段的路线在比赛开始之前进行了调整；该赛段原计划长度为134 km（83.3 mi），但最终被缩短到126 km（78.3 mi）。
| 赛段 | 日期     | 起终点             | 距离                 | 类型 | 类型     | 赛段冠军                    |
| ---- | -------- | ------------------ | -------------------- | ---- | -------- | --------------------------- |
| 1    | 10月9日  | 天安门广场至鸟巢   | 117 km（72.7 mi）    |      | 平路赛段 | 埃利亚·维维安尼（義大利）   |
| 2    | 10月10日 | 鸟巢到门头沟       | 126 km（78.3 mi）    |      | 平路赛段 | 托尼·马丁（德国）           |
| 3    | 10月11日 | 门头沟至八达岭长城 | 162.5 km（101.0 mi） |      | 爬坡赛段 | 弗朗切斯科·加瓦齐（義大利） |
| 4    | 10月12日 | 延庆妫川广场至昌平 | 165.5 km（102.8 mi） |      | 爬坡赛段 | 马可·哈勒（奥地利）         |
| 5    | 10月13日 | 昌平到平谷         | 182.5 km（113 mi）   |      | 爬坡赛段 | 史蒂夫·卡明斯（英国）       |

## 参赛车队
由于环北京是一项UCI世界巡回赛的赛事，因此所有18支UCI职业车队（UCI ProTeam）都自动获得了邀请，另外还需要派出一支队伍。比赛组织者最初将比赛的外卡授予了雅高–禧玛诺车队，但由于中日之间的政治关系紧张，他们没有参加比赛。（基于同样的原因，在9月的环中赛上，日本车手被要求提前离开，该比赛是2011–2012 UCI亚洲巡回赛的一部分。）他们最终被冠军系统车队所取代，这样就构成了该赛事的19支队伍。
参加比赛的19支车队是：
- Ag2r–拉蒙迪亚
- 阿斯塔納
- BMC
- 冠军系统
- 巴斯克电信
- FDJ–BigMat
- 佳明-夏普
- 喀秋莎车队
- 藍波–ISD
- 意大利天然气-加能戴尔
- 乐透–贝利索尔
- 移動之星
- 澳瑞凯-绿刃
- 拉波银行
- RadioShack-日产
- 盛宝银行-京科夫银行
- 天空
- Vacansoleil–DCM

## 赛段

### 第一赛段
2012年10月9日，天安门广场至鸟巢，117 km（72.7 mi）
比赛的揭幕赛段是一场绕圈赛，围绕2008年夏奥会的部分比赛场馆进行，主要是鸟巢和水立方。从天安门广场出发后经过23.5 km（14.6 mi）的磨合，大组必须完成十二个整圈，每圈的长度为7.8 km（4.8 mi）。在第十三圈的赛段终点线之前，分别在第四圈和第八圈设置了两个中间冲刺点，提供积分和时间奖励。整个线路的起伏很小，最大高程变化只有约10（33英尺），因此人们普遍认为该赛段会以大组冲刺的方式结束。
在该赛段大约14 km（8.7 mi）处，进入绕圈之前，有五名车手形成了一个领先集团，包括的马可·班迪拉、FDJ–BigMat车队的马修·拉达格诺斯、藍波–ISD车队的阿德里亚诺·马洛里、Vacansoleil–DCM车队的伯特-简·林德曼和冠军系统车队的克雷格·刘易斯。这五人设法形成了大约两分钟的优势，而大部队则在当天的大部分时间内保持落后。领先集团扫荡了在冲刺点上提供的奖秒，其中拉达格诺斯获得的最多，因为在两个冲刺点他都是第一，共获得了六秒的奖励。领先集团在倒数第二圈被大部队追上，最终形成了大组冲刺。意大利天然气-加能戴尔车队的埃利亚·维维安尼设法击败了对手首先撞线，赢得了他2012年的第七场胜利，并在当天所有三项榜单上都排名第一。的安德鲁·芬恩在比赛中获得第二名，第三个到达终点的是天空的爱德华·博阿森·哈根。
|    | 车手                        | 车队                  | 用时       |
| -- | --------------------------- | --------------------- | ---------- |
| 1  | 埃利亚·维维安尼（義大利）   | 意大利天然气-加能戴尔 | 2h 37' 49" |
| 2  | 安德鲁·芬恩（英国）         |                       | 同成绩     |
| 3  | 爱德华·博阿森·哈根（挪威）  | 天空                  | 同成绩     |
| 4  | 肯尼·范·胡默尔（荷兰）      | Vacansoleil–DCM       | 同成绩     |
| 5  | 格雷格·亨德森（新西兰）     | 乐透–贝利索尔         | 同成绩     |
| 6  | 特奥·博斯（荷兰）           | 拉波银行              | 同成绩     |
| 7  | 恩里克·桑兹（西班牙）       | 移動之星              | 同成绩     |
| 8  | 艾迪斯·克鲁皮斯（立陶宛）   | 澳瑞凯-绿刃           | 同成绩     |
| 9  | 亚历山德罗·皮塔基（義大利） | 藍波–ISD              | 同成绩     |
| 10 | 克拉斯·洛德维克（比利时）   | BMC                   | 同成绩     |

|    | 车手                        | 车队                  | 用时       |
| -- | --------------------------- | --------------------- | ---------- |
| 1  | 埃利亚·维维安尼（義大利）   | 意大利天然气-加能戴尔 | 2h 37' 39" |
| 2  | 安德鲁·芬恩（英国）         |                       | + 4"       |
| 3  | 马修·拉达格诺斯（法國）     | FDJ–BigMat            | + 6"       |
| 4  | 爱德华·博阿森·哈根（挪威）  | 天空                  | + 6"       |
| 5  | 肯尼·范·胡默尔（荷兰）      | Vacansoleil–DCM       | + 10"      |
| 6  | 格雷格·亨德森（新西兰）     | 乐透–贝利索尔         | + 10"      |
| 7  | 特奥·博斯（荷兰）           | 拉波银行              | + 10"      |
| 8  | 恩里克·桑兹（西班牙）       | 移動之星              | + 10"      |
| 9  | 艾迪斯·克鲁皮斯（立陶宛）   | 澳瑞凯-绿刃           | + 10"      |
| 10 | 亚历山德罗·皮塔基（義大利） | 藍波–ISD              | + 10"      |

### 第二赛段
2012年10月10日，鸟巢到门头沟，126 km（78.3 mi）
北京在7月爆发了洪水（导致79人死亡），因此赛事组织者被迫改变了该赛段的部分路线，但该赛段仍然是从鸟巢开始，到门头沟结束。最终，该赛段的距离由最初的134 km（83.3 mi）略微缩短到126 km（78.3 mi），但比赛仍然保持了三个爬坡段。在该赛段的比赛开始之前，一名比赛选手——Ag2r–拉蒙迪亚车队车手史蒂夫·霍安纳德——在赛外兴奋剂检测中检测出糖蛋白激素紅血球生成素（EPO，一种体能增强药物）阳性，在被国际自行车联盟停赛后被要求退出比赛。
在该赛段，又有五名车手在整个赛段大约四分之一处脱离大集团，取得的优势最大时超过三分钟，包括拉波银行车队的胡安·曼努埃尔·加拉特、盛宝银行-京科夫银行车队的戴维·坦纳、BMC的马蒂亚斯·弗兰克、喀秋莎车队的马克西姆·贝尔科夫和移動之星的伊万·古铁雷斯。后来大部队几乎追上了他们，一小队骑手搭上了领先集团，他们将领先优势一直保持到最后。卫冕冠军托尼·马丁在还剩25 km（15.5 mi）时，在东方红隧道的爬坡中向领先集团发起进攻，并以约45秒的优势夺冠，这是自2009年环瑞士自行车赛以来他的首个公路大组赛的赛段冠军。他的获胜优势使他接过红色领骑衫，以及冲刺王的绿衫。
|    | 车手                        | 车队                  | 用时       |
| -- | --------------------------- | --------------------- | ---------- |
| 1  | 托尼·马丁（德国）           |                       | 2h 53' 05" |
| 2  | 弗朗切斯科·加瓦齐（義大利） | 阿斯塔納              | + 46"      |
| 3  | 厄洛斯·卡佩奇（義大利）     | 意大利天然气-加能戴尔 | + 46"      |
| 4  | 里纳尔多·诺森蒂尼（義大利） | Ag2r–拉蒙迪亚         | + 46"      |
| 5  | 托马斯·马克钦斯基（波兰）   | Vacansoleil–DCM       | + 46"      |
| 6  | 丹·马丁（爱尔兰）           | 佳明-夏普             | + 46"      |
| 7  | 汤姆-杰尔特·斯莱格（荷兰）  | 拉波银行              | + 46"      |
| 8  | 拉法乌·马伊卡（波兰）       | 盛宝银行-京科夫银行   | + 46"      |
| 9  | 大卫·坦纳（澳大利亚）       | 盛宝银行-京科夫银行   | + 50"      |
| 10 | 西蒙·克拉克（澳大利亚）     | 澳瑞凯-绿刃           | + 50"      |

|    | 车手                        | 车队                  | 用时       |
| -- | --------------------------- | --------------------- | ---------- |
| 1  | 托尼·马丁（德国）           |                       | 5h 30' 44" |
| 2  | 弗朗切斯科·加瓦齐（義大利） | 阿斯塔納              | + 50"      |
| 3  | 厄洛斯·卡佩奇（義大利）     | 意大利天然气-加能戴尔 | + 52"      |
| 4  | 爱德华·博阿森·哈根（挪威）  | 天空                  | + 56"      |
| 5  | 里纳尔多·诺森蒂尼（義大利） | Ag2r–拉蒙迪亚         | + 56"      |
| 6  | 丹·马丁（爱尔兰）           | 佳明-夏普             | + 56"      |
| 7  | 托马斯·马克钦斯基（波兰）   | Vacansoleil–DCM       | + 56"      |
| 8  | 拉法乌·马伊卡（波兰）       | 盛宝银行-京科夫银行   | + 56"      |
| 9  | 蒂姆·韦伦斯（比利时）       | 乐透–贝利索尔         | + 1' 00"   |
| 10 | 鲁伊·科斯塔（葡萄牙）       | 移動之星              | + 1' 00"   |

### 第三赛段
2012年10月11日，门头沟至八达岭长城，162.5 km（101.0 mi）
该赛段是本次环京赛的皇后赛段（queen stage），总长162.5 km（101.0 mi），有四个爬坡路段，并且是以登顶结束的，这在环京赛短暂的历史上还是第一次。最后的爬坡是在八达岭长城，这也是2008年夏奥会的另一处比赛场地，当时的公路自行车比赛在此举行。该坡短而陡，长约1 km（0.62 mi），平均坡度6.3％。霾也将影响该赛段的角逐——在比赛经历了两天的晴朗天气之后，车手们在该赛段开始之前遭遇了灰蒙蒙的天气。比赛前，中国环保部公布的数据显示，空气质量处于“严重污染”水平。
由于托尼·马丁为获得了领骑地位，他们在早期阶段对抗进攻的方面发挥了重要作用。后来，在赛段四分之一的冲刺点之前，有七名车手突围，形成领先集团。其中表现最佳的车手是FDJ–BigMat车队的马修·拉达格诺斯，他在揭幕战的突围中表现出色，此时落后马丁约三分钟。领先集团获得的优势最大时大约有四分半，之后，意大利天然气-加能戴尔车队和佳明-夏普车队将车手送到主车群的前面以缩小差距。领先集团最终在剩余约9 km（5.6 mi）时被追回，此后还发生了几次反击。
Ag2r–拉蒙迪亚车队的西尔万·乔治发动了一次进攻试图单飞，但天空在主车群前部的带领下将其追回，因此他未能建立明显的优势。卫冕爬坡王伊戈尔·安东（巴斯克电信车队）也曾尝试突围，但他也遭到了挫败，进攻未能完全实现。取而代之的是，天空的全能选手爱德华·博阿森·哈根在还剩3.5 km（2.2 mi）时发动进攻，在进入了最后一公里时还保持了将近20秒的领先优势，但在最后几米仍然被追上。阿斯塔納车队的弗朗切斯科·加瓦齐首次为车队赢得了胜利，这也是他自获得2011年环西自行车赛赛段冠军以来的首场胜利。博阿森·哈根获得了该赛段的第三名，佳明-夏普车队的车手丹·马丁也超过了他。托尼·马丁保住了领骑衫，但对加瓦齐的领先优势减少到了40秒。这是因为加瓦齐获得了赛段冠军的奖秒，这是2012年的比赛新增的规则。
|    | 车手                          | 车队                  | 用时       |
| -- | ----------------------------- | --------------------- | ---------- |
| 1  | 弗朗切斯科·加瓦齐（義大利）   | 阿斯塔納              | 4h 05' 08" |
| 2  | 丹·马丁（爱尔兰）             | 佳明-夏普             | 同成绩     |
| 3  | 爱德华·博阿森·哈根（挪威）    | 天空                  | 同成绩     |
| 4  | 里纳尔多·诺森蒂尼（義大利）   | Ag2r–拉蒙迪亚         | 同成绩     |
| 5  | 鲁伊·科斯塔（葡萄牙）         | 移動之星              | 同成绩     |
| 6  | 汤姆-杰尔特·斯莱格（荷兰）    | 拉波银行              | 同成绩     |
| 7  | 厄洛斯·卡佩奇（義大利）       | 意大利天然气-加能戴尔 | 同成绩     |
| 8  | 莫雷诺·莫泽（義大利）         | 意大利天然气-加能戴尔 | 同成绩     |
| 9  | 玛蒂亚斯·弗兰克（瑞士）       | BMC                   | 同成绩     |
| 10 | 丹尼尔·彼得罗波托里（義大利） | 藍波–ISD              | 同成绩     |

|    | 车手                        | 车队                  | 用时       |
| -- | --------------------------- | --------------------- | ---------- |
| 1  | 托尼·马丁（德国）           |                       | 9h 35' 52" |
| 2  | 弗朗切斯科·加瓦齐（義大利） | 阿斯塔納              | + 40"      |
| 3  | 丹·马丁（爱尔兰）           | 佳明-夏普             | + 50"      |
| 4  | 爱德华·博阿森·哈根（挪威）  | 天空                  | + 52"      |
| 5  | 厄洛斯·卡佩奇（義大利）     | 意大利天然气-加能戴尔 | + 52"      |
| 6  | 里纳尔多·诺森蒂尼（義大利） | Ag2r–拉蒙迪亚         | + 56"      |
| 7  | 托马斯·马克钦斯基（波兰）   | Vacansoleil–DCM       | + 56"      |
| 8  | 拉法乌·马伊卡（波兰）       | 盛宝银行-京科夫银行   | + 56"      |
| 9  | 鲁伊·科斯塔（葡萄牙）       | 移動之星              | + 1' 00"   |
| 10 | 蒂姆·韦伦斯（比利时）       | 乐透–贝利索尔         | + 1' 00"   |

### 第四赛段
2012年10月12日，延庆妫川广场至昌平，165.5 km（102.8 mi）
环京赛倒数第二个赛段长165.5 km（102.8 mi），大致分为两个部分：前半程比赛的大部分路段是围绕延庆的大绕圈；后半程在军都山中进行，车手必须在25 km（15.5 mi）的比赛中进行三次爬坡。这三个坡均为三级坡，长度均为2.3 km（1.4 mi），平均坡度分别为4.2％至5.2％。最后一个坡在解字石，从解字石坡顶开始，剩下的31.5 km（19.6 mi）全是下坡，赛段终点设在昌平体育馆附近。 
在该赛段开始的20 km（12.4 mi）之内，有五名车手突围形成领先集团，但这五人都不足以对领骑者托尼·马丁的地位造成威胁，包括佳明-夏普车队的亚历克斯·豪斯、喀秋莎车队的蒂莫菲·克里茨基、澳瑞凯-绿刃车队的米切尔·多克、天空的亚历克斯·杜塞特和FDJ–BigMat车队的杰里米·罗伊。在该赛段中途，领先集团已经获得了大约六分半的优势。之后，和冲刺者的车队一起，开始缩短这一差距。在最后一次爬坡的过程中，罗伊对跟他一起突围的同伴发起了进攻；他在坡顶取得了近三分钟的优势，但他在只剩5 km（3.1 mi）时被追上。结果，最终形成了大组冲刺，而克里茨基的队友、新职业车手马可·哈勒赢得了冠军，这也是他职业生涯的首场胜利。
|    | 车手                             | 车队                  | 用时       |
| -- | -------------------------------- | --------------------- | ---------- |
| 1  | 马可·哈勒（奥地利）              | 喀秋莎车队            | 3h 35' 39" |
| 2  | 亚历山德罗·皮塔基（義大利）      | 藍波–ISD              | 同成绩     |
| 3  | 埃利亚·维维安尼（義大利）        | 意大利天然气-加能戴尔 | 同成绩     |
| 4  | 卢卡斯·塞巴斯蒂安·海多（阿根廷） | 盛宝银行-京科夫银行   | 同成绩     |
| 5  | 丹尼尔·本纳蒂（義大利）          | RadioShack-日产       | 同成绩     |
| 6  | 弗朗切斯科·奇契（義大利）        |                       | 同成绩     |
| 7  | 克拉斯·洛德维克（比利时）        | BMC                   | 同成绩     |
| 8  | 艾伦·戴维斯（澳大利亚）          | 澳瑞凯-绿刃           | 同成绩     |
| 9  | 爱德华·博阿森·哈根（挪威）       | 天空                  | 同成绩     |
| 10 | 多米尼克·罗林（加拿大）          | FDJ–BigMat            | 同成绩     |

|    | 车手                        | 车队                  | 用时        |
| -- | --------------------------- | --------------------- | ----------- |
| 1  | 托尼·马丁（德国）           |                       | 13h 11' 31" |
| 2  | 弗朗切斯科·加瓦齐（義大利） | 阿斯塔納              | + 40"       |
| 3  | 丹·马丁（爱尔兰）           | 佳明-夏普             | + 50"       |
| 4  | 爱德华·博阿森·哈根（挪威）  | 天空                  | + 52"       |
| 5  | 厄洛斯·卡佩奇（義大利）     | 意大利天然气-加能戴尔 | + 52"       |
| 6  | 里纳尔多·诺森蒂尼（義大利） | Ag2r–拉蒙迪亚         | + 56"       |
| 7  | 托马斯·马克钦斯基（波兰）   | Vacansoleil–DCM       | + 56"       |
| 8  | 拉法乌·马伊卡（波兰）       | 盛宝银行-京科夫银行   | + 56"       |
| 9  | 鲁伊·科斯塔（葡萄牙）       | 移動之星              | + 1' 00"    |
| 10 | 蒂姆·韦伦斯（比利时）       | 乐透–贝利索尔         | + 1' 00"    |

### 第五赛段
2012年10月13日，昌平到平谷，182.5 km（113.4 mi）
比赛的最后一个赛段也是最长的一个赛段，长度为182.5 km（113.4 mi）。当天的四次爬坡有两次出现在前30 km（18.6 mi），之后的100 km（62.1 mi）路程相对平坦。另外两次爬坡，一次是太后村的二级坡，然后是四座楼的一级坡，平均坡度分别为6.7％和5.9％。之后就是长长的下坡，一直到平谷世纪广场结束比赛。
在比赛的第一个小时，爬坡王丹·马丁（佳明-夏普）收获最多，在前两次爬坡中均获得最高分。此后，十二名车手从大部队突围出去，但主车群未能让他们获得实质性的优势。领先集团获得的最大领先优势约为两分钟，并在太后村的爬坡中开始分裂。马丁的队友莱德·赫斯杰达尔独自脱离主车群，并很快加入了领先集团。在最后的爬坡中，领先集团减少到只剩三人，即赫斯杰达尔、RadioShack-日产车队车手扬·巴克兰特和BMC的史蒂夫·卡明斯。在到达坡顶之前，他们已经散开，赫斯杰达尔和卡明斯在当天剩下的时间里一直领先于大部队。卡明斯紧随赫斯杰达尔进入平谷，并在冲刺时反超，赢得了他本赛季的第二场胜利。十七秒后，爱德华·博阿森·哈根带领大部队抵达终点，确保了自己冲刺王的地位，以及总成绩的第三名（计入奖秒），仅落后于阿斯塔納车队的弗朗切斯科·加瓦齐和的卫冕冠军托尼·马丁。
|    | 车手                        | 车队                | 用时       |
| -- | --------------------------- | ------------------- | ---------- |
| 1  | 史蒂夫·卡明斯（英国）       | BMC                 | 4h 05' 08" |
| 2  | 莱德·赫斯杰达尔（加拿大）   | 佳明-夏普           | + 2"       |
| 3  | 爱德华·博阿森·哈根（挪威）  | 天空                | + 17"      |
| 4  | 丹尼尔·本纳蒂（義大利）     | RadioShack-日产     | + 17"      |
| 5  | 蒂姆·韦伦斯（比利时）       | 乐透–贝利索尔       | + 17"      |
| 6  | 弗朗切斯科·加瓦齐（義大利） | 阿斯塔納            | + 17"      |
| 7  | 汤姆-杰尔特·斯莱格（荷兰）  | 拉波银行            | + 17"      |
| 8  | 拉法乌·马伊卡（波兰）       | 盛宝银行-京科夫银行 | + 17"      |
| 9  | 玛蒂亚斯·弗兰克（瑞士）     | BMC                 | + 17"      |
| 10 | 西蒙·克拉克（澳大利亚）     | 澳瑞凯-绿刃         | + 17"      |

|    | 车手                        | 车队                  | 用时        |
| -- | --------------------------- | --------------------- | ----------- |
| 1  | 托尼·马丁（德国）           |                       | 17h 16' 56" |
| 2  | 弗朗切斯科·加瓦齐（義大利） | 阿斯塔納              | + 40"       |
| 3  | 爱德华·博阿森·哈根（挪威）  | 天空                  | + 46"       |
| 4  | 丹·马丁（爱尔兰）           | 佳明-夏普             | + 50"       |
| 5  | 厄洛斯·卡佩奇（義大利）     | 意大利天然气-加能戴尔 | + 52"       |
| 6  | 里纳尔多·诺森蒂尼（義大利） | Ag2r–拉蒙迪亚         | + 56"       |
| 7  | 拉法乌·马伊卡（波兰）       | 盛宝银行-京科夫银行   | + 56"       |
| 8  | 托马斯·马克钦斯基（波兰）   | Vacansoleil–DCM       | + 56"       |
| 9  | 鲁伊·科斯塔（葡萄牙）       | 移動之星              | + 1' 00"    |
| 10 | 蒂姆·韦伦斯（比利时）       | 乐透–贝利索尔         | + 1' 00"    |

## 奖项
| 赛段 | 赛段冠军          | 领骑车手        | 爬坡王  | 冲刺王             | 新人王          | 领骑车队              |
| ---- | ----------------- | --------------- | ------- | ------------------ | --------------- | --------------------- |
| 1    | 埃利亚·维维安尼   | 埃利亚·维维安尼 | 无      | 埃利亚·维维安尼    | 埃利亚·维维安尼 | 移動之星              |
| 2    | 托尼·马丁         | 托尼·马丁       | 丹·马丁 | 托尼·马丁          | 拉法乌·马伊卡   | 阿斯塔納              |
| 3    | 弗朗切斯科·加瓦齐 | 托尼·马丁       | 丹·马丁 | 弗朗切斯科·加瓦齐  | 拉法乌·马伊卡   | 意大利天然气-加能戴尔 |
| 4    | 马可·哈勒         | 托尼·马丁       | 丹·马丁 | 爱德华·博阿森·哈根 | 拉法乌·马伊卡   | 意大利天然气-加能戴尔 |
| 5    | 史蒂夫·卡明斯     | 托尼·马丁       | 丹·马丁 | 爱德华·博阿森·哈根 | 拉法乌·马伊卡   | 意大利天然气-加能戴尔 |
| 最终 | 最终              | 托尼·马丁       | 丹·马丁 | 爱德华·博阿森·哈根 | 拉法乌·马伊卡   | 意大利天然气-加能戴尔 |